# Wspomnienia i refleksje
Wspomnienia i refleksje (ros. Воспоминания и размышления) – wspomnienia czasów II wojny światowej autorstwa Gieorgija Żukowa opublikowane po raz pierwszy w 1969 roku.
Książka była publikowana w wielomilionowych nakładach i tłumaczona na 18 języków. Cieszyła się poczytnością, mimo że autor wielokrotnie mija się w niej z prawdą historyczną i wyraźnie gloryfikuje własną osobę.
Żukow rozpoczął spisywanie wspomnień w 1965 roku. Praca komplikowała się na skutek ingerencji naczelnych władz partyjnych ZSRR w redagowanie jej treści. Każde kolejne wydanie (oprócz pierwszego wszystkie są pośmiertne) różni się od poprzedniego – stając się zgodne z aktualną linią oficjalnych kremlowskich pism wojskowych.